# 양정로 (경주시)
양정로(Yangjeong-ro)은 대한민국의 경상북도 경주시 인왕동 선덕네거리에서 시작하여, 용강동을 거쳐 연결하는 도로이다.

## 노선 경로
| 선덕네거리       | 원화로   | 포항 방향 울산 방향        |
| 삼거리 명칭 미상 | 분황로   | 보문관광단지 · 감포 방향   |
| 네거리 명칭 미상 | 원효로   | 황오동 방향 구황동 방향    |
| 삼거리 명칭 미상 | 알천남로 |                            |
| 삼거리 명칭 미상 | 알천북로 |                            |
| 시청네거리       | 백률로   |                            |
| 네거리 명칭 미상 | 소금강로 |                            |
| 삼거리 명칭 미상 | 원화로   | 포항 방향 경주 · 울산 방향 |

## 주요 건물 및 시설
- 경주시재난인명구조대 - 경상북도 경주시 양정로 18
- 선덕여자중학교, 선덕여자고등학교 - 경상북도 경주시 양정로 20-11
- 하나택시 - 경상북도 경주시 양정로 47
- 한국철도공사관사 - 경상북도 경주시 양정로 121
- 경주차량사무소 - 경상북도 경주시 양정로 143
- 대한전기공사 - 경상북도 경주시 양정로 144-10
- 경주시환경복지회관 - 경상북도 경주시 양정로 155-16
- 한국전력공사 - 경상북도 경주시 양정로 246
- 경주시청 - 경상북도 경주시 양정로 260
- 경주동천동우체국 - 경상북도 경주시 양정로 278
- 경주시보건소 - 경상북도 경주시 양정로 300
- 대한지적공사 - 경상북도 경주시 양정로 342

## 같이 보기
- 경주시청
- 동천동
- 용강동
- 황오동
- 전랑지